# هلنا زارمبینا
هلنا زارمبینا (لهستانی: Helena Zarembina؛ ‏ ۶ مهٔ ۱۸۹۵ – ۹ ژانویهٔ ۱۹۶۰) بازیگر بود.
از فیلم‌ها یا برنامه‌های تلویزیونی که وی در آن نقش داشته‌است، می‌توان به الفبای عشق، دکتر مورک و اسباب‌بازی اشاره کرد.